# 블록 (건설)

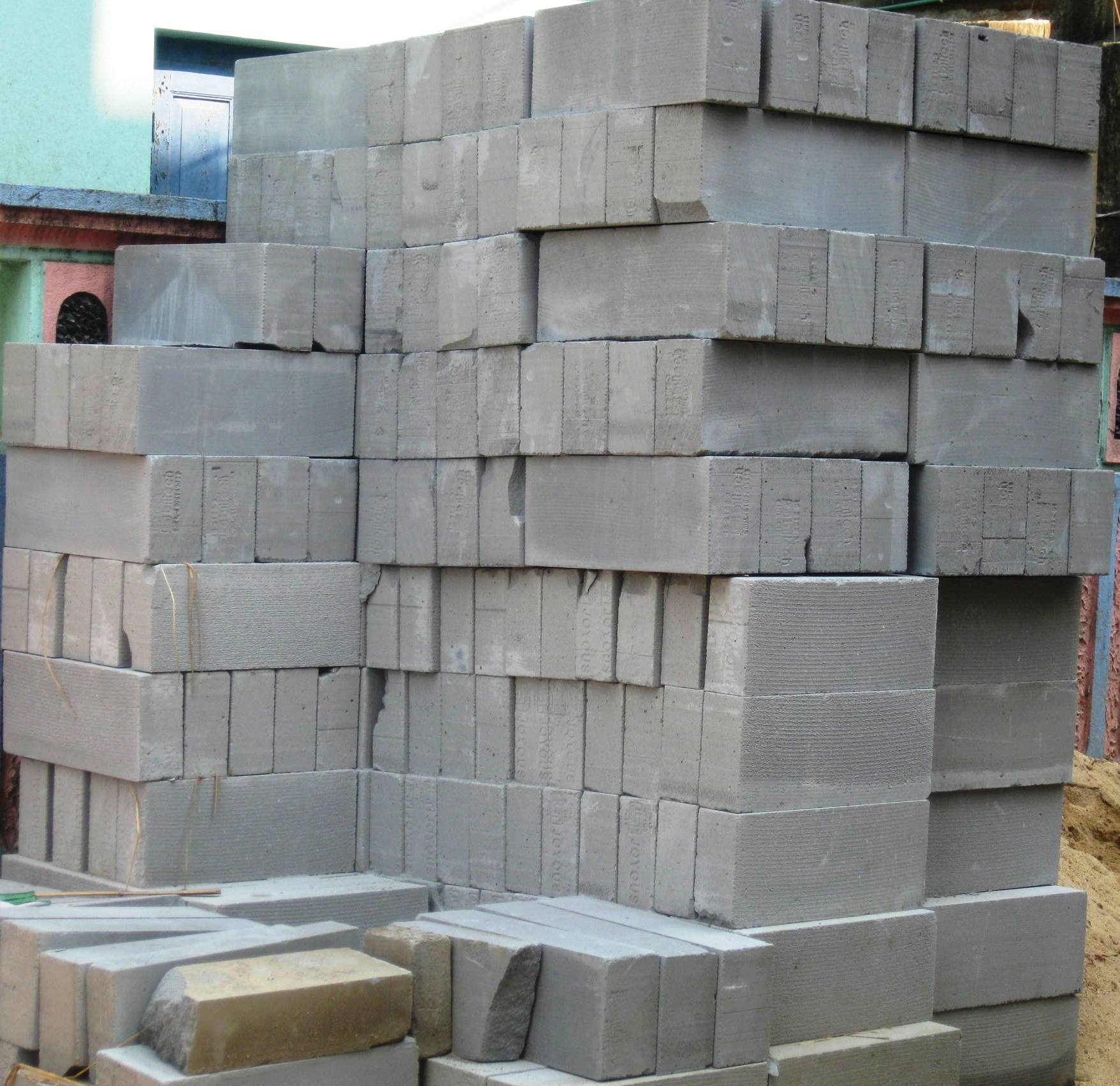
콘크리트 벽돌 블록

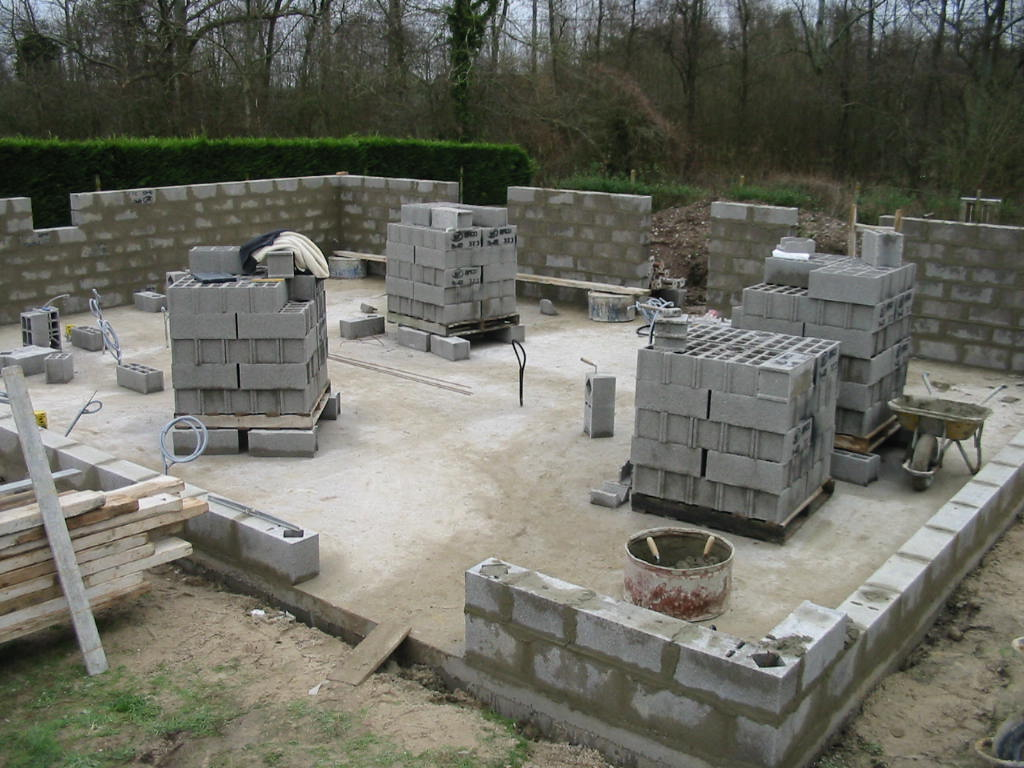
콘크리트 블록을 쌓고 있는 건축현장

블록(영어: block, 문화어: 블로크)은 시멘트와 모래로 네모지게 만들어서 벽면 따위를 쌓는 데 쓰는 건축 자재를 말한다.

## 특징
압축력을 받는 담장, 벽체 등에 주로 쓰이는 건축 재료로, 자체 무게를 줄이고 단열 성능을 높이기 위해 중간 부분을 비워 둔다. 일정한 틀을 만들어 시멘트와 잔골재를 배합해 넣고 다져서 꺼내고 양생하는 공정으로, 대량생산과 보관이 쉬워 건축 기본자재로 많이 쓰인다.

## 용어

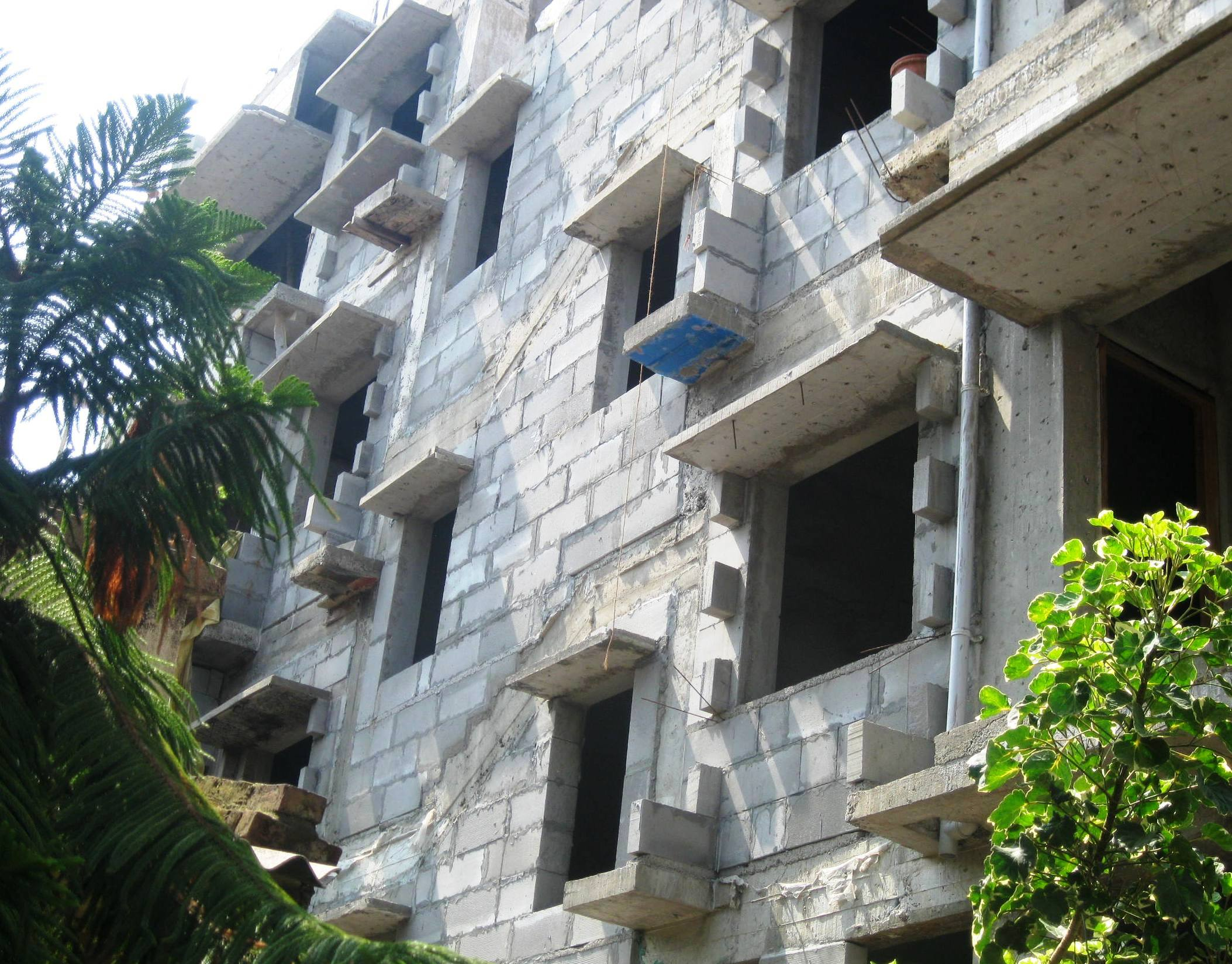
콘크리트 벽돌 블록으로 지어진 건물.

보통 시멘트, 콘크리트로 만든 직육면체 블록이라는 뜻으로 시멘트 블록, 콘크리트 블록으로 부르기도 한다.

일본어투 낱말로 부로크,보로꾸, 브로꾸 등으로도 부르는데, 일본어인 부롯쿠(일본어: ブロック), 콩쿠리토부로쿠(일본어: コンクリートブロック)에서 들어온 말로 2005년 국립국어연구원이 출판한 일본어투 용어 순화 자료집에 수록되어 있다. 

## 규격

### 대한민국
대한민국 규격은 보강근을 삽입하는 속빈 부분을 갖고, 블록 벽체로 외력을 부담하는 것을 말한다.
- 기본 블록: 길이 390 mm, 높이 190 mm, 두께는 각각 190 mm, 150mm, 100 mm가 있으며 표준명은 속빈 콘크리트 블록(영어: Hollow concrete blocks)으로 KS F4002에 규정되어 있다.
- 이형 블록: 반토막 블록, 모서리용 블록, 가로근용 블록 등 그 밖의 용도에 따라 모양이 다른 블록

### 미국
미국의 일반적인 콘크리트 블록 규격은 16×8×8 in (410×200×200 mm)이나, 실제 크기는 줄눈 몰탈을 넣기 때문에 약 3/8 in (9.5 mm) 정도 작다.

### 영국, 아일랜드
영국과 아일랜드는 몰탈 줄눈 부분을 제외하고 보통 440×215×100 mm (17×8.5×3.9 in) 규격을 쓴다.

### 뉴질랜드
뉴질랜드는 몰탈 줄눈 부분을 제외하고 보통 390×190×190 mm (15×7.5×7.5 in) 규격을 쓴다.

## 기타
- 표면살(영어: face shell): 속빈 부분을 갖는 블록 개체의 바깥살 부분
- 중간살(영어: web): 속빈 부분을 갖는 블록 개체의 내부에 속한 살 부분

콘크리트로 만든 직육면체 모양의 건설자재를 통틀어 블록으로 부르기도 한다. 그런데 벽돌은 영어로 브릭(영어: brick)으로 부른다.
- 시멘트 벽돌: 시멘트로 만든 직육면체 모양의 벽돌
- 보도블록(步道block): 보행자가 다니는 보도에 깔도록 만들어진 사각형 판. 주로 시멘트, 벽돌 따위로 만든다.
- 조적(組積): 돌이나 벽돌을 쌓는 일을 말한다.
- 조적조(組積): 블록, 벽돌, 돌 등으로 쌓은 건물 구조를 말한다.

## 같이 보기
- 벽돌
- 조적조
- 레고